# 黃永欽
黃永欽（1937年9月18日—1998年12月11日），中華民國政治人物，嘉義市人，中國國民黨籍，曾任臺灣省議員、嘉義市市民代表會主席。其女黃敏惠曾任中國國民黨副主席及代理主席，亦曾任三屆嘉義市市長、嘉義市選區立法委員、國民大會代表，再任嘉義市市長。